# 세키하라정
세키하라정(関原町)은 니가타현 산토군에 있던 정이다.

## 역사
- 1889년 4월 1일 - 정촌제 시행에 수반해 산토군 세키하라촌이 성립하였다.
- 1934년 4월 1일 - 정으로 승격해 세키하라정이 되었다.
- 1957년 10월 1일 - 나가오카시에 편입해 소멸하였다.

## 참고문헌
- 『市町村名変遷辞典』東京堂出版、1990年。